# Zeiten ändern dich (Album)
Zeiten ändern dich ist das siebte Soloalbum des Rappers Bushido und stellt den Soundtrack seines Films Zeiten ändern dich dar. Es wurde am 19. Februar 2010 über Bushidos Label ersguterjunge veröffentlicht.
Im Rahmen des Albums arbeitete Bushido erstmals mit den regelmäßigen Co-Produzenten seiner nachfolgenden Veröffentlichungen, Djorkaeff und Beatzarre, zusammen. Gleichzeitig sorgte das Album innerhalb der Rapszene im Vorfeld der Veröffentlichung wegen ursprünglich geplanter, jedoch später entfernter Gastbeiträge der Rapper Kollegah und Farid Bang für Aufsehen.

## Entstehung
Ursprünglich hatte Bushido angekündigt, dass Zeiten ändern dich jeweils einen Gastbeitrag der Rapper Kollegah und Farid Bang enthalten würde, wobei letzterer nur auf der Limited Deluxe Version des Albums veröffentlicht werden sollte. Diese Ankündigung sorgte für negative Reaktionen in Teilen von Bushidos Fankreisen, da beide Rapper sich zu diesem Zeitpunkt inmitten eines musikalischen Konflikts mit dem kurz zuvor mit Bushido wiederversöhnten und deshalb bei ersguterjunge unter Vertrag stehendem Fler befanden. Diese hatte 2009 einen vorläufigen Höhepunkt in der Veröffentlichung der Disstracks Fanpost und Schrei nach Liebe gefunden. Bushido ließ die Titel schließlich Ende Januar 2010 von der finalen Version des Albums entfernen.
Darüber hinaus hatte Bushido auch ein Lied mit der kanadischen R&B-Sängerin Melanie Fiona aufgenommen, das ursprünglich ebenfalls für Zeiten ändern dich angekündigt worden war. Auch bezüglich dessen wurde vor Albumveröffentlichung aus Bushidos Umfeld verkündet, dass eine Veröffentlichung des Liedes zu dem Zeitpunkt nicht möglich gewesen sei.

## Produktion
Der Großteil von Zeiten ändern dich wurde von Bushido selbst produziert. An der Produktion des Titels Selina wirkte zudem der Komponist Martin Stock mit, der bereits mit Bushido für die Produktion seiner Vorgängeralben Heavy Metal Payback und Carlo Cokxxx Nutten 2 zusammengearbeitet hatte. Selina blieb dabei die letzte gemeinsame Produktion von Stock und Bushido. Die Berliner Produzenten Djorkaeff und Beatzarre, die zuvor unter anderem regelmäßig für den 2009 zu ersguterjunge gewechselten Fler produziert hatten, zeigten sich für die musikalische Untermalung der Tracks Intro, Airmax auf Beton, Alles wird gut, Battle on the rockz und Ich liebe dich verantwortlich. Nach der ersten gemeinsamen Zusammenarbeit auf Zeiten ändern dich sollten Djorfkaeff und Beatzarre an der Produktion des Großteils der nachfolgenden Bushido-Veröffentlichungen beteiligt sein.
Außerdem wurden jeweils ein Song von Moses Pelham (Steh auf) und Beatlefield (Weg eines Kriegers) produziert.

## Titel
Einige Jahre nach Albumveröffentlichung gab Bushido in Interviews an, das Album Zeiten ändern dich ursprünglich Barack Osama genannt haben zu wollen. Gleichzeitig erklärte Bushido, dass der zum Veröffentlichungszeitpunkt bei ersguterjunge ebenfalls unter Vertrag stehende Fler die Titelidee für seine 2013 erschienene gleichnamige Single übernommen habe.

## Gastauftritte
Die zum Zeitpunkt der Albumveröffentlichung ebenfalls bei ersguterjunge unter Vertrag stehenden Rapper Fler und Kay One sowie die Band Glashaus haben Gastauftritte auf Zeiten ändern Dich. Dazu sind noch die Rapper Chakuza und Bizzy Montana auf der Limited Deluxe Edition vertreten.

## Titelliste
| Nr.          | Titel                                      | Musik                      | Länge |
| ------------ | ------------------------------------------ | -------------------------- | ----- |
| 1.           | Intro                                      | Beatzarre & Djorkaeff      | 2:03  |
| 2.           | Zeiten ändern dich                         | Bushido                    | 3:44  |
| 3.           | Ein Mann Armee                             | Bushido                    | 3:44  |
| 4.           | 23 Stunden Zelle                           | Bushido                    | 3:14  |
| 5.           | Lichtlein                                  | Bushido                    | 3:24  |
| 6.           | Airmax auf Beton (feat. Fler)              | Beatzarre & Djorkaeff      | 3:39  |
| 7.           | Alles wird gut                             | Beatzarre & Djorkaeff      | 3:38  |
| 8.           | Vergeben & Vergessen                       | Bushido                    | 3:43  |
| 9.           | Ich lass dich gehen                        | Bushido                    | 3:27  |
| 10.          | Öffne uns die Tür (feat. Kay One)          | Bushido                    | 3:34  |
| 11.          | Es tut mir leid                            | Bushido                    | 3:40  |
| 12.          | Selina                                     | Bushido & Martin Stock     | 3:39  |
| 13.          | Steh auf (feat. Glashaus)                  | Moses Pelham & Martin Haas | 4:13  |
| 14.          | Nur für dich (Mama)                        | Bushido                    | 3:16  |
| 15.          | Battle on the Rockz (feat. Fler & Kay One) | Beatzarre & Djorkaeff      | 3:38  |
| 16.          | Wegen eines Blatt Papiers (Outro)          | Bushido                    | 3:24  |
| Gesamtlänge: | Gesamtlänge:                               | Gesamtlänge:               | 55:54 |

Premium Edition (CD + DVD)
1. Mit dem BMW (feat. Fler) – 3:35
2. Ich liebe dich (Kay One solo Song) – 4:03
3. Making of (DVD)
4. Interview (DVD)
5. Galerie (DVD)
6. Alles wird gut (Musikvideo)

Limited Deluxe Edition (2 CDs + DVD)
1. Instrumentals aller Lieder
2. Weg eines Kriegers (Chakuza & Bizzy Montana) – 2:23

## Vermarktung & Singles
Vor dem Erscheinen des Albums wurde das Lied Alles wird gut am 5. Februar 2010 als Single ausgekoppelt.

## Rezeption

### Kritiken
„[…] Und sonst so? Versucht Bushido in erster Linie, seinen Lebensstil nicht nur zu rechtfertigen, sondern auch als Norm zu proklamieren. Knast-Abfeierei („23 Stunden Zelle“), polterndes Street-Gehabe („Airmax auf Beton“) mit Fler, ab und an ein paar Schüsse im Hintergrund, aber natürlich auch Feelings („Selina“, „Steh auf“ mit Glashaus). Dazu dicke und im Übrigen durchaus punktgenaue musikalische Arrangements, die mehr als nur Beats sind, die die Raps mit einem Teppich irgendwo zwischen Rock und pathetischem Elektro-Soundtrack unterfüttern.Die Ausdrucksweise ist dabei etwas weniger explizit als früher, was der Platte aber nicht viel gibt, weil die Kraftausdrücke von einst eben durch Underdog-Allgemeinplätze ersetzt wurden. Denn wo der zweite große deutsche Rapper Sido mittlerweile ein ausgesprochen pfiffiges Kerlchen ist, der nicht nur mit K.I.Z, Kinderchor und Kurt Krömer, sondern auch mit Rock-Veteran Stephan Remmler kann und seine eigene Vergangenheit im Märkischen Viertel ironisch bricht, bleibt Bushido humorfrei und deshalb hüfttief in der Redundanz. Wertung: enttäuschend“

„[…] Summa summarum ist ‚Zeiten Ändern Dich‘ im Gegensatz zum Vorgänger ein treffend gewählter Titel für das neunte Album, das letzten Endes mit ganz ähnlichen Schwächen zu kämpfen hat wie der gleichnamige Spielfilm. Bushido selbst ist endgültig in Dieter Bohlens Deutschland angekommen. Je nach Geisteshaltung mag man ihm dazu gratulieren oder eben nicht – zur deutschen Rap-Landschaft hat das hier allerdings per se nichts mehr beizutragen. Aber das will es ja auch gar nicht – insofern: Alles wird gut.“

„Es erscheint dem Hörer so, als würde Deutschlands berühmtestem Gangsterrapper nun endgültig einfach nichts Neues mehr einfallen. X mal dieselben Thematiken und Phrasen, sowie der Wandel vom Rüpelrapper in den besten Freund, der probiert, mich mit seinen Songs aufzuheitern – das ist schon lange nicht mehr der Bushido, den ich hören will. Und sollte er es in letzter Zeit wieder ein klein wenig geschafft haben, mich auf seine Seite zu ziehen, so hat er es sich nun wieder verspielt. Was letztendlich übrig bleibt, ist ein top produziertes, textlich solides, inhaltlich jedoch gähnend langweiliges Album. Wäre „Zeiten ändern dich“ wirklich repräsentativ für Bushidos kompletten Werdegang, so könnte ich seinen steilen Anstieg auf der Karriereleiter nicht nachvollziehen.“

### Chartplatzierungen
Das Album stieg in Österreich auf Platz 1, in Deutschland auf Platz 2 und in der Schweiz auf Platz 3 in die jeweiligen Albumcharts ein. In Österreich erreichte Bushido damit erstmals die Spitzenposition der Charts. In Deutschland ist Zeiten ändern dich nach Von der Skyline zum Bordstein zurück und 7 mit 24. Wochen das am drittlängsten in den deutschen Albencharts platzierte Bushido-Album, in der Schweiz konnte sich nur erstgenanntes Album mit 22. Wochen zuvor öfter als das 12. Wochen in den Schweizer Charts platzierte Zeiten ändern dich platzieren, wenngleich die späteren Bushido-Veröffentlichungen Jenseits von Gut und Böse und Sonny Black einen längeren Chartaufenthalt verzeichnen sollten.
| ChartsChartplatzierungen | Höchstplatzierung | Wochen |
| ------------------------ | ----------------- | ------ |
| Deutschland (GfK)        | 2 (24 Wo.)        | 24     |
| Österreich (Ö3)          | 1 (12 Wo.)        | 12     |
| Schweiz (IFPI)           | 3 (12 Wo.)        | 12     |

| ChartsJahrescharts (2010) | Platzierung |
| ------------------------- | ----------- |
| Deutschland (GfK)         | 57          |
| Österreich (Ö3)           | 50          |

### Auszeichnungen für Musikverkäufe
Im Jahr 2010 wurde Zeiten ändern dich in Deutschland und ein Jahr später in Österreich mit einer Goldenen Schallplatte ausgezeichnet.
| Land/Region        | Auszeichnungen für Musikverkäufe (Land/Region, Auszeichnung, Verkäufe) | Verkäufe |
| ------------------ | ---------------------------------------------------------------------- | -------- |
| Deutschland (BVMI) | Gold                                                                   | 100.000  |
| Österreich (IFPI)  | Gold                                                                   | 10.000   |
| Insgesamt          | 2× Gold ·                                                              | 110.000  |

### Selbsteinschätzung des Künstlers
In einem Interview im Jahr 2014 stufte Bushido Zeiten ändern dich als das gemeinsam mit Jenseits von Gut und Böse schwächste seiner bis dahin veröffentlichten Alben ein. Dabei gab er an, dass er sich das Album eigentlich „ganz anders vorgestellt“ gehabt habe und insbesondere wegen der gemeinsamen Veröffentlichung des Albums mit dem gleichnamigen Kinofilm im Gegensatz zu früheren Bushido-Alben sehr viele dritte Personen Einfluss auf die Musik des Albums genommen hätten.